# 王贄 (禮部侍郎)
王贄（994年—1069年），字至之，庐陵太和（今江西泰和）人。真宗天禧三年（1019）進士，初為邵州防禦推官，歴衡、連、郴三州軍事判官。以才幹遷著作佐郎，監益州軍資庫、樞密直學士。後改秘書丞京尹舉知開封府尉氏縣。再遷太常博士，用三司使薦提舉江淮、廣東鹽。入臺供職，歷遷侍御史，尚書刑部員外郎、知諌院、判國子監，起居舍人、直史館判司農寺，除天章閣待制仍知諫院等職。仁慶歷初，累拜河北都轉運使。皇祐中，以天章閣學士、吏部郎中知洪州。又為京畿轉運使，除公樞密直學士；出知鄭州，遷龍圖閣學士，历知瀛、池、江寧、陳等州府。英宗治平二年（1065）以尚書禮部侍郎致仕。神宗熙寧二年卒，年七十六。事见《乐全集》卷三九《郡開國公、食邑二千九百戶、食實封五百戶、賜紫金魚袋 王公墓誌銘 并序》。
《續資治通鑑》載：王贄依附夏竦，坤寧宮事變曾參與預謀廢后，何郯告訴宋仁宗說：“此奸人之謀也。”事未成。
王贄生有二子一女，子王儀、王億。又有四孫：王球，王瓌（曾任大理評事），王瑜，王玠。